# Villarrín de Campos
Villarrín de Campos és un municipi de la província de Zamora a la comunitat autònoma de Castella i Lleó.

## Fills il·lustres
- Miguel Alonso Gómez (1925-2002) sacerdot, compositor i musicòleg.

## Demografia
| 1991 | 1996 | 2001 | 2004 |
| ---- | ---- | ---- | ---- |
| 681  | 669  | 619  | 583  |